# Mandarinodlaren
Mandarinodlaren (originaltitel: Mandariinid; georgiska: მანდარინები) är en estländsk-georgisk film från 2013, skriven och regisserad av Zaza Urushadze. 

## Handling
Filmen utspelar sig under kriget i Abchazien 1992. En lokal abchazier kämpar för att bryta sig loss från Georgien. En estnisk by mellan bergen är tömd, nästan alla har återvänt till sitt hemland. Endast två män har stannat kvarː Ivo och Margus. Margus vill bara lämna byn så fort han har skördat sina mandariner. I en blodig konflikt är skadade män kvar runt deras by och Ivo tvingas ta hem dem.

## Roller
| Skådespelare      | Rollfigur |
| ----------------- | --------- |
| Lembit Ulfsak     | Ivo       |
| Elmo Nüganen      | Margus    |
| Mikheil Meskhi    | Niko      |
| Giorgi Nakashidze | Ahmed     |
| Raivo Trass       | Juhan     |

## Priser och nomineringar[1]
| År   | Utmärkelse                                     | Kategori                                        | Nominerad(e)   | Utslag    |
| ---- | ---------------------------------------------- | ----------------------------------------------- | -------------- | --------- |
| 2015 | Oscarsgalan                                    | Bästa icke-engelskspråkiga film                 |                | Nominerad |
| 2015 | Golden Globe                                   | Bästa utländska film                            |                | Nominerad |
| 2015 | Satellite Award                                | Bästa icke-engelskspråkiga film                 |                | Vann      |
| 2014 | Bari International Film Festival               | International Competition Award                 | Zaza Urushadze | Vann      |
| 2014 | Jerusalem Film Festival                        | In Spirit for Freedom Award - Honorable Mention | Zaza Urushadze | Vann      |
| 2014 | Palm Springs International Film Festival       | Audience Award - Best Narrative Feature         | Zaza Urushadze | Vann      |
| 2013 | Mannheim-Heidelberg International Filmfestival | Audience Award                                  | Zaza Urushadze | Vann      |
| 2013 | Mannheim-Heidelberg International Filmfestival | Recommendations of Cinema Owners                | Zaza Urushadze | Vann      |
| 2013 | Mannheim-Heidelberg International Filmfestival | Special Award of Mannheim-Heidelberg            | Zaza Urushadze | Vann      |
| 2013 | Tallinn Black Nights Film Festival             | Estonian Film Award                             | Zaza Urushadze | Vann      |
| 2013 | Tallinn Black Nights Film Festival             | International Film Clubs Award                  | Zaza Urushadze | Vann      |
| 2013 | Tallinn Black Nights Film Festival             | Grand Prize                                     | Zaza Urushadze | Nominerad |
| 2013 | Internationella filmfestivalen i Warszawa      | Audience Award – Feature Film                   | Zaza Urushadze | Vann      |
| 2013 | Internationella filmfestivalen i Warszawa      | Bästa regi                                      | nominerad      | Vann      |
| 2013 | Internationella filmfestivalen i Warszawa      | Grand Prix                                      | nominerad      | Nominerad |